# (35016) 1981 EC7
(35016) 1981 EC7 est un objet de la ceinture principale d'astéroïdes extérieure de 11,774 km de diamètre découvert en 1981.

## Description
(35016) 1981 EC7 a été découvert le 6 mars 1981 à l'observatoire de Siding Spring, situé près de Coonabarabran, en Nouvelle-Galles du Sud, en Australie, par Schelte J. Bus.

### Caractéristiques orbitales
L'orbite de cet astéroïde est caractérisée par un demi-grand axe de 3,95 ua, un périhélie de 3,48 ua, une excentricité de 0,12 et une inclinaison de 7,84° par rapport à l'écliptique. Du fait de ces caractéristiques, à savoir un demi-grand axe entre 3,2 et 4,6 ua, il est classé, selon la JPL Small-Body Database, comme objet de la ceinture principale d'astéroïdes extérieure.

### Caractéristiques physiques
(35016) 1981 EC7 a une magnitude absolue (H) de 13,6 et un albédo estimé à 0,051, ce qui permet de calculer un diamètre de 11,774 km. Ces résultats ont été obtenus grâce aux observations du Wide-Field Infrared Survey Explorer (WISE), un télescope spatial américain mis en orbite en 2009 et observant l'ensemble du ciel dans l'infrarouge, et publiés en 2012 dans un article regroupant les caractéristiques de 1 023 astéroïdes du groupe de Hilda.